# Unabhängige Expertenkommission zur wissenschaftlichen Aufarbeitung der administrativen Versorgung vor 1981
Die Unabhängige Expertenkommission zur wissenschaftlichen Aufarbeitung der administrativen Versorgung vor 1981 ist eine schweizerische Expertenkommission, deren Tätigkeit einen Teil des gesetzlichen Auftrags zur Rehabilitation der Opfer administrativer Versorgungen ausmacht. Sie wurde am 14. November 2014 vom Schweizer Bundesrat eingesetzt, auf Verlangen ehemaliger Opfer und gemäss dem Bundesgesetz über die Rehabilitierung administrativ versorgter Menschen vom 21. März 2014; es verlangt die wissenschaftliche Aufarbeitung der administrativen Versorgung in der Schweiz und anerkennt diese damaligen staatlichen Massnahmen als Unrecht. Für ihre Tätigkeit, die 2019 abgeschlossen wurde, verfügte sie über ein Budget von 9,9 Millionen Franken. Sie beschäftigte 26 Mitarbeitende. Ihre Einsetzung steht im Zusammenhang mit ähnlichen Aufarbeitungsprozessen, wie sie bereits vorher in Irland, Australien, Kanada, Norwegen, Deutschland und anderen Ländern durchgeführt wurden.
Der Kommission zur wissenschaftlichen Aufarbeitung der administrativen Versorgung gehören folgende Personen an:
- Markus Notter, Jurist, Dietikon, Alt-Regierungsrat des Kantons Zürich (Präsident)
- Jacques Gasser, Psychiater, Universität Lausanne
- Beat Gnädinger, Historiker, Staatsarchivar des Kantons Zürich, Zürich
- Lukas Gschwend, Jurist, Universität St. Gallen
- Gisela Hauss, Sozialpädagogin, Fachhochschule Nordwestschweiz Olten
- Thomas Huonker, Historiker, Zürich
- Martin Lengwiler, Historiker, Universität Basel
- Anne-Françoise Praz, Historikerin, Universität Fribourg
- Loretta Seglias, Historikerin, Wädenswil

Sie hat ihre Arbeit im Januar 2015 aufgenommen. Anfang September 2019 hat die unabhängige Expertenkommission ihren Veröffentlichungen, insgesamt 10 Bände, abgeschlossen und in Bern ihren Schlussbericht der Öffentlichkeit vorgestellt. Gemäss dem Bericht wurden mindestens 60 000 Frauen und Männer von Kantonen und Gemeinden eingesperrt, ohne dass diese ein Delikt begangen hätten und ohne dass zuvor ein ordentliches Verfahren stattgefunden hätte. Die Betroffenen wurden interniert, da sie den Moralvorstellungen der damaligen Zeit nicht entsprachen. Sie galten als «arbeitsscheu», «liederlich» oder «trunksüchtig». Auch uneheliche Schwangerschaften genügten für eine administrative Versorgung. In rund 650 Gefängnissen und anderen Anstalten im ganzen Land wurden die Opfer eingesperrt, ausgebeutet und vielfach schwer misshandelt.
Die 2014 auf Bundesebene beschlossenen Wiedergutmachungen genügen aus Sicht der Kommission nicht. Diese bestehen insbesondere aus einem «Solidaritätsbeitrag» von 25 000 Franken pro Person, den Betroffene beim Bund bis März 2018 beantragen konnten. Rund 9000 Personen haben sich gemeldet, bis Ende Jahr sollen alle Gesuche bearbeitet sein. Die Expertenkommission machte Vorschläge, wie die Opfer durch weitere finanzielle Leistungen besser entschädigt werden könnten. Die Palette reicht von einem kostenlosen Generalabonnement, einem zu gründenden „Haus der anderen Schweiz“ in Bern als Ort für die Selbstorganisation der Betroffenen sowie als Stätte der Erinnerung und des Kampfes gegen ähnliche Formen von Ausgrenzung und Diskriminierung
über einen Steuererlass bis zu einem Hilfsfonds für Betroffene, die ihre Gesundheitskosten nicht selber tragen können. Aus der Sicht der Kommission könnte auch eine spezielle, lebenslange Rente notwendig sein. Hinter diesen Forderungen steht die Erkenntnis, dass das damalige Unrecht vielfach lebenslange Folgen nach sich gezogen hat und zum Teil sogar auf die nachfolgenden Generationen übergegangen ist.